# کامل بن فتح
کامل بن فتح (؟ -۱۲۰۰م) (نسب: ظهیرالدین ابوتَمّام کامل بن فتح بن ثابت بن شاپور) شاعر نابینا، ادیب و زبان‌شناس عربی عراقی در سدهٔ ششم هجری بود که بر برخی دانش‌های روزگارش (فلسفه، نحو و تاریخ) دانایی داشت.

## زندگی
اهل روستای بادرایا از نواحی واسط بود. به بغداد درآمد و ساکنش شد. آنجا ادبیات از برخی استادان آموخت و همچنین به علم حدیث پرداخت. کامل بن فتح در جمادی‌الثانی دهه ۵۹۶ق/مارس ۱۲۰۰م در بغداد درگذشت.